# Mike Kenn
Michael Lee „Mike“ Kenn (* 9. Februar 1956 in Evanston, Illinois) ist ein ehemaliger US-amerikanischer American-Football-Spieler auf der Position des Offensive Tackles. Er spielte seine gesamte 17-jährige Karriere bei den Atlanta Falcons in der National Football League.

## Frühe Jahre
Kenn ging in seiner Geburtsstadt Evanston auf die High School. Hier spielte er Lacrosse und Eishockey. 1974 ging er auf die University of Michigan, wo er in der College Footballmannschaft auf der Position des Left Tackles spielte. 

## NFL
Kenn wurde im NFL-Draft 1978 in der ersten Runde als 13. Spieler von den Atlanta Falcons ausgewählt. Er unterschrieb mehrere Ein-Jahres-Verträge bei den Falcons.  In seinen ersten sechs Saisons verpasste er kein einziges Spiel. Von 1980 bis 1984 wurde er fünfmal hintereinander in den Pro Bowl gewählt; 1988 und 1991 war er noch als Pro Bowl Alternative vorgesehen. Kenn blieb bis 1994 den Flacons treu. Selbst in seiner letzten Saison verpasste er nur ein Spiel Er beendete seine Karriere bei 251 gespielten Ligaspielen, allesamt als Starter.

## Ehrungen
Im Jahr 2008 erhielt er den Atlanta Falcons Ring of Honor (Die Atlanta Falcons ehren ihre besonderen Spieler nicht wie üblich durch retired numbers, sondern eben seit 2004 durch einen Ring of Honor). 2014 war er im Halbfinale bei der Auswahl um 2015 in die Pro Football Hall of Fame aufgenommen zu werden.